# موز قرمزي
موز قرمزي (الاسم العلمي:Musa coccinea) هو نوع من النباتات يتبع جنس الموز من الفصيلة الموزية.